# 조부모

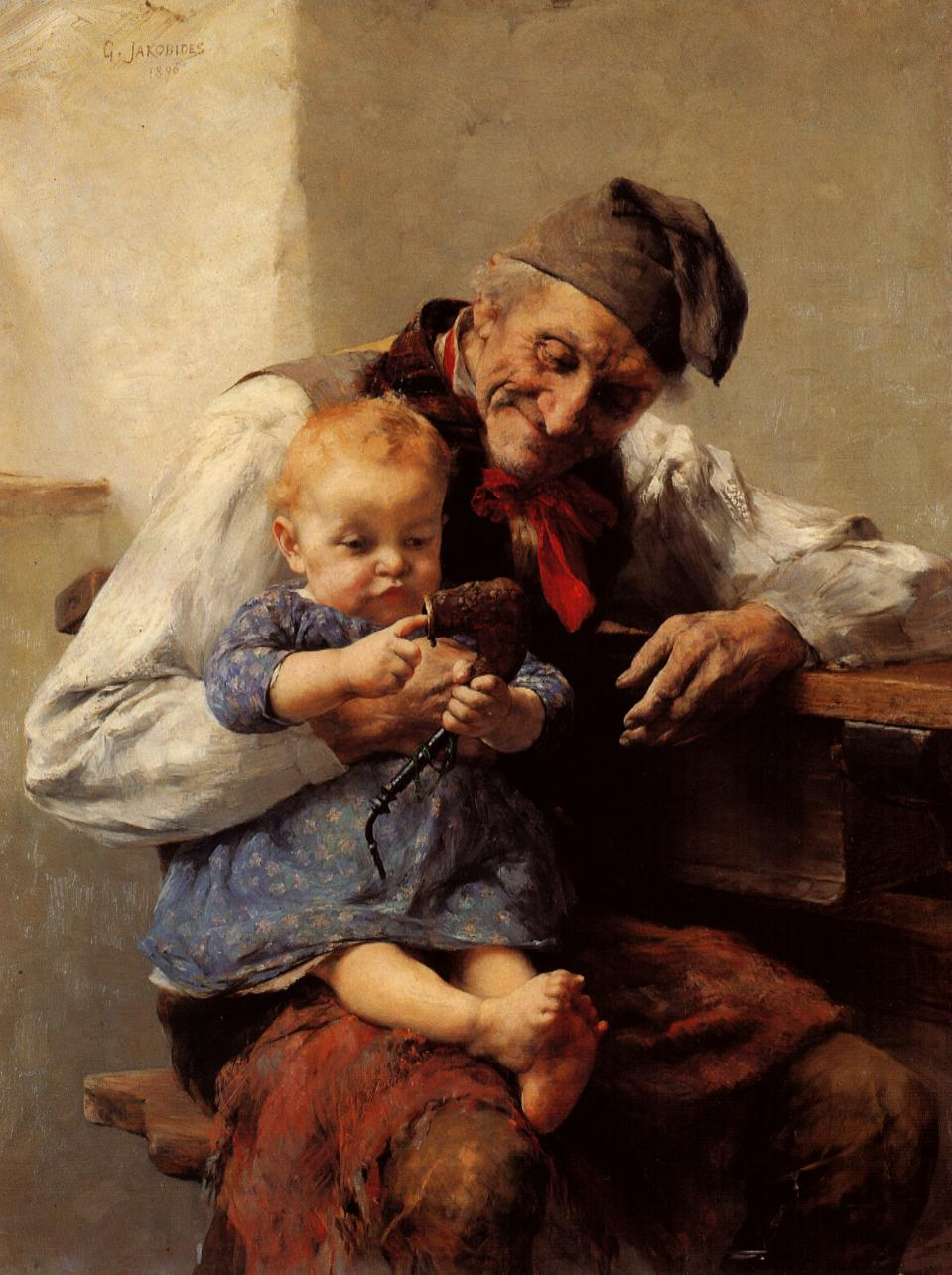
조르지오스 자코비데스의 가장 좋아하는 – 할아버지와 손자 (1890)

조부모(祖父母)는 자손의 관점에서 볼 때에는 자신의 부모의 부모를 일컫는 말로, 남자는 할아버지, 여자는 할머니라 부른다. 한국에서는 할아버지나 할머니라는 부름말을 좀 더 단순히 나이든 사람에 대한 호칭으로 확장하여 쓰기도 한다.

## 같이 보기
- 가족
- 부모
- 형제